# Denise Phua
Denise Phua Lay Peng (en Chinois: 潘丽萍; en Hanyu pinyin: Pān Lìpíng), née le 9 décembre 1959 , est une femme politique singapourienne, maire du district central de Singapour depuis 2014. Membre du Parti d'action populaire (PAP) au pouvoir, elle est députée représentant la division Kampong Glam de Jalan Besar GRC depuis 2015.
Avant de se lancer en politique, elle est bénévole à temps plein pour les besoins spéciaux après avoir travaillé dans le secteur privé pendant deux décennies. Elle est devenue présidente de l'Autism Resource Center et cofonde la Pathlight School.
En tant que députée, elle se concentre sur le développement de programmes destinés aux personnes handicapées et aux communautés ayant des besoins spéciaux à Singapour. Elle est membre des commissions parlementaires gouvernementales pour l'éducation et le développement social et familial.

## Jeunesse et carrière
Phua fréquente l'école primaire de filles Balestier, l'école de filles Raffles et le Hwa Chong Junior College avant d'obtenir un baccalauréat ès arts en anglais à l'Université nationale de Singapour. Elle obtient ensuite une maîtrise en administration des affaires à la Golden Gate University,.
Au cours d'une carrière de deux décennies, elle occupe des postes de direction chez Hewlett-Packard et le groupe Wuthelam. Elle fonde ensuite une entreprise régionale de formation en leadership, le Centre of Effective Leadership.

## Bénévolat
Son fils est diagnostiqué autiste à l'âge de trois ans,. Pendant que Phua consulte des professionnels et effectue des recherches sur la façon de l'aider,, elle réfléchit à la manière dont elle peut aider d'autres enfants autistes. Elle fonde alors WeCAN, une organisation caritative qui aide les soignants de personnes autistes et propose des programmes d'intervention précoce pour les enfants autistes en préscolaire,.
En 2005, Phua quitte le monde de l’entreprise pour devenir bénévole à temps plein pour les besoins spéciaux,. Elle et ses partenaires vendent le Center of Effective Leadership à Right Management, une filiale de Manpower Inc. Phua devient ensuite présidente de l'Autism Resource Center,. Elle écrit souvent aux journaux et aux agences gouvernementales sur des questions touchant la communauté ayant des besoins spéciaux,. Elle est l'un des principaux architectes à l'origine de trois plans directeurs quinquennaux pour les personnes handicapées à Singapour.
Phua est également cofondatrice et ancienne directrice par intérim de Pathlight School, la première école spécialisée pour enfants autistes à Singapour. L'école propose à ses étudiants un programme d'études ordinaire et une formation aux compétences de vie,. Croyant qu'il faut aider les personnes autistes à réaliser leur potentiel et à s'intégrer dans la société,, Phua aide à développer de nombreux programmes de l'école. Il s'agit notamment d'une formation aux compétences liées à l'employabilité par le biais d'un café géré par les étudiants, d'une formation professionnelle spécialisée et de classes satellites où les étudiants de Pathlight suivent les cours avec des étudiants ordinaires. En quatre ans, les inscriptions ont décuplé et l'école a attiré l'attention des médias pour son impact sur les étudiants,.
Poursuivant ses efforts bénévoles, Phua continue de superviser deux associations caritatives – Autism Resource Center (Singapour) et Autism Association (Singapour), ainsi que deux écoles spécialisées – Pathlight School et Eden School.

## Carrière politique
Phua rejoint la branche Jalan Besar du PAP au pouvoir en 2004. L'année suivante, elle est nommée au Comité de surveillance du feedback, qui dirige l'unité de feedback du gouvernement. Aux élections générales de 2006, elle est présentée comme candidate du PAP dans Jalan Besar GRC, qui est contestée par l'Alliance démocratique de Singapour. Pendant la campagne électorale, elle promet de faire de Singapour une société plus inclusive en représentant les personnes handicapées et les communautés ayant des besoins spéciaux,. L’équipe PAP remporte Jalan Besar GRC avec 69,26 % des voix.
En juillet 2006, le PAP forme un groupe de travail, dirigé par Phua, pour explorer des initiatives visant à améliorer la sécurité financière des enfants handicapés et ayant des besoins spéciaux. Phua dirige également un comité qui élabore un plan quinquennal visant à améliorer les services destinés aux enfants ayant des besoins spéciaux. Le PAP étudie leurs propositions et met ensuite en œuvre certaines, comme un fonds fiduciaire national à but non lucratif pour les besoins spéciaux. Des lois sont également rédigées pour interdire les abus envers les personnes handicapées mentales et pour permettre aux parents de désigner quelqu'un pour s'occuper de leurs enfants handicapés après leur décès.

### Maire du district central de Singapour
Phua est nommée maire du district central de Singapour en 2014 pour un mandat de trois ans et est reconduite pour le mandat suivant en 2017. En tant que maire, Phua lance de nombreux projets pour répondre aux besoins de ses résidents. Il s'agit notamment d'une série de plus de 50 programmes communautaires mis en œuvre par le Conseil de développement communautaire du centre de Singapour pour aider les résidents à vivre une vie meilleure et à construire un quartier propice au bien-être. Parmi eux figurent :
- Nurture, un programme de 40 semaines visant à développer des apprenants confiants et autonomes en matière de communication et de résolution de problèmes[26];
- La série de discussions In Search of Purpose, pour inciter les résidents à trouver leur plus grand but dans la vie[27];
- Silver Friends, une plateforme réunissant des bénévoles et des partenaires au service des seniors à travers une série de programmes Silver[28]; et
- The Purple Symphony, le plus grand orchestre inclusif de Singapour composé de musiciens avec et sans besoins particuliers[29].